# Руґґель
Руґґель - громада Ліхтенштейну.

## Історія
Назва Руґґель відома здавна, вперше згадується письмово близько 933 року н.е. в торговельній угоді, сьогодні вона зберігається в архіві Санкт-Галлен. Це перекручене „roncale - ad roncalem“, що означає культурний чи окультурювати. Проте люди живуть тут із давніших часів, про це свідчать численні знахідки: інкрустовані шпильки, бронзові вістря списа і наконечники стріл, браслет та бронзова фібула.
Пізніші документи свідчать про постійну боротьбу з розливами Рейну та їхніми наслідками (сирістю, холодом і голодом). Саме тому історія Руґґеля тісно пов'язана із Рейном. Паводки спустошували місцевість аж до 1927 року, коли річку частково опустили в колектор, а частково пустили по бетонному руслу. 

## Економіка
Руґґель був типовим селом — практично в кожному подвір'ї тримали худобу та птицю і кожна сім'я мала свій земельний наділ, здебільшого для власних потреб або ж, як кажуть німці, Zubrot (букв. до хліба — додатковий заробіток). Проте нині життя тут зовсім змінилось, лише декілька осіб займаються фермерством як таким. Решта мешканців давно модернізували своє житло, порозбивавши сади і клумби.
Руґґель нині сучасне село (хоча за інфраструктурою більше нагадує містечко) і є улюбленим місцем для натуралістів. Кількість мешканців за останніх 30 років збільшилась у 2,5 рази, сьогодні тут мешкає близько 2 тисяч чоловік.

## Соціальні об'єкти
Містечко має дуже добре розвинену інфраструктуру, що значно полегшує життя: адміністрацію, школа, пошта, мотель, галерею мистецтв, общинний канал, вело- та бігові доріжки, комерційні установи, постійний транспортний зв'язок.

## Визначні місця
- Сільська церква св. Фрідоліна (1899)
- Сільський музей Küefer-Martis-Huus
- Відновлений витік Рейну з каналу
- Ruggeller Riet (болотиста місцина із різноманітним складом флори і фауни)
- Точка сходження кордонів трьох країн (Швейцарії (СН), Австрії (А) та Князівства Ліхтенштейн (FL))

| Ліхтенштейн | Це незавершена стаття з географії Ліхтенштейну. Ви можете допомогти проєкту, виправивши або дописавши її. |